# Copa das Confederações de Futsal 2013
A Copa das Confederações de Futsal 2013 será a segunda edição da Copa das Confederações de Futsal a ser realizada na Colômbia.

## Participantes
| País          | Confederação | Classificação                                   |
| ------------- | ------------ | ----------------------------------------------- |
| Colômbia      | CONMEBOL     | Anfitrião                                       |
| Brasil        | CONMEBOL     | Campeão do Campeonato Mundial de Futsal de 2012 |
| Japão         | AFC          | Campeão da Copa da Ásia de Futsal 2012          |
| Cabo Verde    | CAF          | Campeão da Copa da África de Futsal 2013        |
| Costa Rica    | CONCACAF     | Campeão da Copa da CONCACAF de 2012             |
| Argentina     | CONMEBOL     | Vice-campeã da Copa América de Futsal 2011      |
| Ilhas Salomão | OFC          | Campeão da Copa das Nações da OFC de 2011       |
| Espanha       | UEFA         | Campeão da Copa da Uefa de Futsal 2012          |